# Bielajewka
Bielajewka (ukr. Біляївка, trb. Bilajiwka) – miasto na Ukrainie w obwodzie odeskim, rejonu odeskiego, liczy 14 tys. mieszkańców (2006). Ośrodek przemysłu spożywczego.